# しゃかりき
しゃかりきは、吉本興業（福岡支社）所属のお笑いコンビ。2010年結成。NSC大阪校33期生。

## メンバー
光（ひかる、1987年6月21日（38歳） - ）ボケ・ネタ作り担当。立ち位置は向かって左。
本名：渡辺 光（わたなべ ひかる）。熊本県上益城郡出身。ルーテル学院高等学校卒業。
血液型：AB型
趣味・特技：野球、太ももモノマネ、鬼顔、鏡を見ずに3分で坊主にできる。
高校時代は野球部のキャプテンを務めていた。
高校卒業後は佐川急便で働いていた。社会人野球チームにも所属。
高校時代の同級生と共に大阪NSCへ入学。
俳優の高良健吾とは地元の同級生であり友人。
大阪時代はヒガシ逢ウサカの今井と同居していた。
元俳優でスタイリストの兄がいる。
近年は後述のコントでのキャラ・光ママとしての活動が多く、所属事務所の公式プロフィールの名前にも光ママと記載されている。
ヒロ（旧芸名：おっくん）（1989年2月28日（36歳） - ）ツッコミ担当。立ち位置は向かって右。
本名：奥井 浩之（おくい ひろゆき）。京都府京都市出身。
血液型：A型
趣味・特技：ギャグ、モノマネ...堂本剛、サウナ(好きすぎてサウナ施設を経営している)、映画鑑賞、プロ野球観戦(セリーグは阪神、パリーグはソフトバンク)
ロシア人の血が8分の1入っている。
トレンディエンジェル斉藤が率いる堂本剛軍団に所属する。
専門学校卒業後は1年間埼玉県の会社で働いていた。
2021年4月より、芸名をヒロに改名する。
熊本県菊池市七城町にプライベートサウナ「トトノウバイ」をオープンする。

## 来歴
吉本興業の養成学校NSC大阪校（以下NSC）で出会う。別々のコンビを組んでいたがNSC在学中に解散。2010年11月22日(いい夫婦の日)にコンビ結成。コンビ名は当時一緒にアルバイトしていた居酒屋の店名より（店名・しゃかりき432"）。
2014年5月に上京し、吉本興業東京本社へ移籍。ヨシモト∞ホールのオーディションを勝ち上がり、3ヶ月後にはトップメンバーである彩メンバー入り（当時最短記録）。コントキャラクターの「光ママ」がTikTokで有名になり、2019年に日めくりカレンダーや絵本を発表。
2021年夏に福岡吉本に移籍し、よしもと福岡 ダイワファンドラップ劇場を拠点に活動する。

## エピソード
- コンビ結成前から仲が良くアルバイトの面接も一緒に受け、働いていた。
- 『めちゃ×2イケてるッ!ナインティナイン20周年に20のやりたいことスペシャル!!」（2011年2月26日放送）にNSC在学中の2人が映っている（本田先生の授業中のシーン）。

## 芸風
- 漫才・コントともに行う。
- 光の出身ということもあり「九州男児」というワードや熊本弁をネタに織り込まれることがある。
- コントは光が”光ママ”として、「熊本のお母さん」キャラを演じるものが多い。
- 光の競輪選手並みの太ももを生かした「太ももモノマネ」がある。

## 受賞歴
2012年 今宮子供えびすマンザイ新人コンクール福娘大賞

## 出演

### 単独ライブ・イベント
- しゃかりき初単独ライブ「だまって俺についてこい!!」（ヨシモト∞ホール、2014年11月22日）
- 「しゃかりき道場」（ヨシモト∞ホール、2015年7月28日・9月22日・2016年1月17日）
- 「しゃかりき道場〜結成五周年単独ライブ〜」（ヨシモト∞ホール、2015年11月22日）
- 第３回しゃかりき単独ライブ「リニューアルオープン～一か八か～」（ヨシモト∞ホール、2018年5月27日）

### テレビ番組
- メイドインカンサイ（関西テレビ、2010年11月16日）光のみ
- Rの法則（NHK Eテレ、2014年12月15日）
- おしゃれイズム（日本テレビ、2015年2月8日）高良健吾の友人として
- 新春大売出し！さんまのまんま30周年スペシャル（フジテレビ、2016年1月2日）
- ダウンタウンのガキの使いやあらへんで!!（日本テレビ、2016年1月31日）
- ツギクルもん（フジテレビ、2016年2月13日・3月12日）
- 『ぷっ』すま（フジテレビ、2016年3月4日）
- 爆笑そっくりものまね紅白歌合戦スペシャル（フジテレビ、2016年5月6日）
- ニノさん（日本テレビ、2016年6月26日）
- KinKi Kidsのブンブブーン（フジテレビ、2月19日）ヒロのみ
- めざましテレビ（フジテレビ、2017年3月7日）
- 本能Z（CBCテレビ、2017年5月17日）
- 超問クイズ! 真実か?ウソか?（日本テレビ、2017年6月2日）
- 英太郎のかたらんね（テレビ熊本）レギュラー
- 有田ジェネレーション（TBS、2019年6月3日）
- 猫のひたいほどワイド（テレビ神奈川、2020年2月10日）
- ちょっと福岡行ってきました!（TVQ九州放送、2021年1月30日、2022年1月29日、2024年2月3日）光のみ
- キミだけ応援団（NHK総合テレビジョン、2021年12月25日 - ）レギュラー
- めんたいワイド（FBS福岡放送）不定期出演　光のみ
- 土曜の夜は!おとななテレビ（TVQ九州放送）不定期出演　光のみ
- たくなる（TVQ九州放送、2023年4月22日 - ）不定期出演（後半の特集枠）。[4]
- ブルーリバーの望むところだ!（TVQ九州放送）不定期レギュラー
- 千鳥のクセスゴ（フジテレビ）
- ＃バズポチ〜ソクセキを残せ！〜（RKB毎日放送、2024年10月9日 - ）レギュラー　光のみ
- ロクいち-バリうま探し隊-(NHK総合テレビジョン、2025年4月23日-）レギュラー

### ラジオ番組
- 光ママ親子のはよ寝らんかラジオ（RKBラジオ、毎週火曜日23:00 - 23:30 、2025年4月現在）（2022年3月30日 - 、毎週水曜日 23:30 - 24:00）
- ＃さえのわっふる（RKBラジオ、2022年9月26日 - ）月曜パートナー　光のみ
- 夜の帳が下りる頃（エフエム熊本、2024年4月3日 - ）ヒロのみ

### CM（テレビコマーシャルなど）
- 三陽自動車学校
- 平屋プロジェクト
- セイカホーム
- 九州食肉産業

### ネット配信
- 火花 第5話（Netflix、2016年6月3日）

### 映画
- すうぷ（THEATERROOM、2024年2月12日）光のみ
- ザギンでシースー!?（フリック、2024年8月30日）ヒロのみ